# Lista de prefeitos de Uiraúna
Esta é a lista de prefeitos e vice-prefeitos do município de Uiraúna, estado brasileiro da Paraíba.
O cargo de prefeito foi criado em 2 de março de 1895 pela lei estadual nº 27.
A atual mandatária é a 18ª prefeita, considerando retornos (períodos não consecutivos), ou a 14ª, considerando apenas o número de pessoas que exerceram o cargo. Conta-se 17 eleições diretas (10 prefeitos e 14 vice-prefeitos eleitos diretamente) e uma indireta; o primeiro prefeito foi nomeado e dois ascenderam pela linha sucessória. O atual vice-prefeito é o 15º, mesmo número de pessoas que exerceram o cargo, tendo um sido eleito indiretamente. O atual mandato de prefeito é o 21º e o de vice-prefeito é o 18º.
| Prefeito e vice eleitos diretamente         |
| Prefeito que ascendeu pela linha sucessória |
| Prefeito e vice eleitos indiretamente       |
| Prefeito nomeado                            |

| Nº | Prefeito                           | Partido | Vice-prefeito                             | Início do mandato      | Fim do mandato         | Tempo no cargo        | Votos (% votos válidos) | Maioria quanto ao 2º | Observações                                                      |
| -- | ---------------------------------- | ------- | ----------------------------------------- | ---------------------- | ---------------------- | --------------------- | ----------------------- | -------------------- | ---------------------------------------------------------------- |
| 1  | Adolfo Rodrigues de Lima           | PSD     | sem vice-prefeito                         | 27 de dezembro de 1953 | 29 de novembro de 1955 | 1 ano, 11 m. e 3 d.   |                         |                      | Nomeado pelo governador João Fernandes de Lima                   |
| 2  | Ananias Alves de Figueiredo        | PSD     | Joaquim Moreira Sobrinho (PSD)            | 30 de novembro de 1955 | 29 de novembro de 1959 | 4 anos                | 1138 (100%)             | -                    | Únicos candidatos oficialmente registrados                       |
| 3  | Osvaldo Bezerra Cascudo            | PSD     | Francisco Enéas de Alencar (UDN)          | 30 de novembro de 1959 | 29 de novembro de 1963 | 4 anos                | 1383 (56,38%)           | 313                  |                                                                  |
| 4  | Joaquim Moreira da Costa           | UDN     | Joel Vieira da Silva (UDN)                | 30 de novembro de 1963 | 30 de janeiro de 1969  | 5 anos e 2 meses      | 1865 (53,18%)           | 339                  |                                                                  |
| 5  | Antônio Maurílio de Aquino         | ARENA   | José de Anchieta Pinto (ARENA)            | 31 de janeiro de 1969  | 30 de janeiro de 1973  | 4 anos                | 2604 (56,13%)           | 958                  |                                                                  |
| 6  | Manuel Nogueira Neto               | ARENA   | José Gomes (ARENA)                        | 31 de janeiro de 1973  | 30 de janeiro de 1977  | 4 anos                | 3402 (60,83%)           | 1484                 |                                                                  |
| 7  | Antônio Maurílio de Aquino         | ARENA   | Firmo Fernandes Duarte (ARENA)            | 31 de janeiro de 1977  | 30 de janeiro de 1983  | 6 anos                | 4662 (79,38%)           | 3958                 |                                                                  |
| 8  | Geraldo Nogueira de Almeida        | PDS     | José Leonam Fernandes (PDS)               | 31 de janeiro de 1983  | 31 de dezembro de 1988 | 5 anos, 11 m. e 1 d.  | 5232 (75,47%)           | 3531                 |                                                                  |
| 9  | Paulo Arthur de Almeida Bastos     | PTR     | Damiana de Freitas Oliveira (PTR)         | 1º de janeiro de 1989  | 31 de dezembro de 1992 | 4 anos                | 4697 (50,79%)           | 275                  |                                                                  |
| 10 | João Bosco Nonato Fernandes        | PMDB    | Hélio de Almeida Machado (PMDB)           | 1º de janeiro de 1993  | 31 de dezembro de 1996 | 4 anos                | 5583 (51,17%)           | 255                  |                                                                  |
| 11 | Geraldo Nogueira de Almeida        | PFL     | José Enéas de Alencar (PFL)               | 1º de janeiro de 1997  | 31 de dezembro de 2000 | 4 anos                | 4372 (51,51%)           | 256                  | Primeira eleição pós-emancipação de Poço Dantas e Joca Claudino. |
| 12 | João Bosco Nonato Fernandes        | PMDB    | Laurentino Fernandes Nogueira (PPB)       | 1º de janeiro de 2001  | 31 de dezembro de 2004 | 4 anos                | 4127 (53,68%)           | 566                  |                                                                  |
| 12 | João Bosco Nonato Fernandes        | PSDB    | Beunildes Maria Santiago (PMDB)           | 1º de janeiro de 2005  | 31 de dezembro de 2008 | 4 anos                | 5014 (59,31%)           | 1574                 |                                                                  |
| 13 | Glória Geane de Oliveira Fernandes | PSDB    | Beunildes Maria Santiago (PMDB)           | 1º de janeiro de 2009  | 24 de maio de 2012     | 3 anos, 4 m. e 24 d.  | 4517 (50,30%)           | 141                  |                                                                  |
| 14 | José Jailson Nogueira              | DEM     | sem vice-prefeito                         | 25 de maio de 2012     | 30 de junho de 2012    | 1 mês e 7 dias        |                         |                      | Ascendeu pela linha sucessória (Presidente da Câmara)            |
| 15 | Geraldo Luiz de Araújo             | PSDB    | José Antônio de Almeida Neto (PHS)        | 1º de julho de 2012    | 31 de dezembro de 2012 | 6 meses               | 5 (100%)                | 5                    | Eleitos pela Câmara em 30 de junho de 2012.                      |
| 16 | João Bosco Nonato Fernandes        | PSB     | José Nilson Santiago Segundo (PMDB)/(PTB) | 1º de janeiro de 2013  | 31 de dezembro de 2016 | 4 anos                | 4897 (53,03%)           | 560                  |                                                                  |
| 16 | João Bosco Nonato Fernandes        | PSDB    | José Nilson Santiago Segundo (PMDB)/(PTB) | 1º de janeiro de 2017  | 21 de dezembro de 2019 | 2 anos, 11 m. e 21 d. | 5267 (56,73%)           | 1250                 |                                                                  |
| 17 | José Nilson Santiago Segundo       | PTB     | sem vice-prefeito                         | 22 de dezembro de 2019 | 31 de dezembro de 2020 | 1 ano e 10 dias       |                         |                      | Ascendeu pela linha sucessória (vice-prefeito)                   |
| 18 | Maria Sulene Dantas Sarmento       | PP      | Márlon Arthur Moreira Bastos (DEM)/(PSB)  | 1º de janeiro de 2021  | 31 de dezembro de 2024 | 4 anos                | 5009 (51,52%)           | 296                  |                                                                  |
| 18 | Maria Sulene Dantas Sarmento       | PSB     | Márlon Arthur Moreira Bastos (DEM)/(PSB)  | 1º de janeiro de 2025  | exercendo              | 79 dias até o momento | 8719 (79,82%)           | 6515                 |                                                                  |